# Вацлав Немечек
Вацлав Немечек  (Храдец Кралове, 25. јануар 1967) бивши је чешки фудбалер.

## Каријера

### Клуб
Рођен је 25. јануара 1967. године у граду Храдец Кралове. Фудбал је почео да тренира у истоименом локалном клубу.
За прашку Спарту је дебитовао 1985. године, у којој је провео седам сезона, играјући у 174 првенствене утакмице. Већину времена проведеног у Спарти био је стандардни првотимац. За то време је пет пута освојио титулу првака Чехословачке.
Касније је играо за Тулузу у Француској од 1992. до 1995, након чега је сезону и по провео у Швајцарској, играјући за Сервет. Године 1997. вратио се у отаџбину, где је са Спартом освојио титулу првака Чешке.
Професионалну играчку каријеру завршио је у кинеском клубу Далијан Ванда, за чији је тим играо током 1998. и 1999. године.

### Репрезентација
Дебитовао је 1988. године на званичним утакмицама за репрезентацију Чехословачке. Током наредних пет година одиграо је 40 мечева за национални тим, постигавши 5 голова. Учествовао је на Светском првенству 1990. у Италији.
Године 1994, дебитовао је за репрезентацију Чешке. До 1998. године одиграо је 20 утакмица за чешку репрезентацију, укључујући четири утакмице на Европском првенству 1996. године у Енглеској, где је са тимом освојио сребро.

## Успеси

### Клуб
- Прва лига Чехословачке (5):

Спарта Праг: 1986/87, 1987/88, 1988/89, 1989/90, 1990/91.
- Прва лига Чешке Републике (1):

Спарта Праг: 1996/97.

### Репрезентација
Чешка
- Европско првенство друго место: 1996.